# Mónica Villa
Mónica Villa (Buenos Aires, 16 de diciembre de 1954) es una actriz argentina de cine, teatro y televisión. Es también docente de teatro y de interpretación.

## Trayectoria
Probablemente su actuación más memorable fue su interpretación en el papel de Susana de Musicardi en la película de 1985 Esperando la carroza, escrita por el uruguayo Jacobo Langsner y dirigida por el argentino Alejandro Doria. También participó en las películas Darse cuenta, Los pasajeros del jardín y Sofía, del mismo director. En esta última interpretaba a una prostituta muy carismática.
En los años 1980 trabajó para otros reconocidos cineastas como Emilio Vieyra, Juan Carlos Desanzo, Sergio Renán y María Luisa Bemberg.
Después de una década sin filmar retomó su carrera en cine de la mano de Lucrecia Martel con La niña santa y de Santiago Giralt con Toda la gente sola (2008), en la cual compartió elenco con Luciano Castro, Lola Berthet, Erika Rivas, Juan Minujín y Elías Viñoles.
En televisión participó de pocos ciclos. Obtuvo una nominación al premio Martín Fierro por su participación en la serie Los Simuladores. También participó en un capítulo de Mujeres asesinas junto a Cristina Banegas y Belén Blanco. Además, interpretó a la villana Martirio en Chiquititas, junto a Facundo Arana y Romina Yan.
En teatro se destacó en la obra Ojos traidores, por la cual obtuvo un Premio ACE en 2002. También por actriz de reparto obtuvo el Premio Trinidad Guevara por la obra De cirujas, putas y suicidas.

## Filmografía
| Año  | Título                        | Personaje            |
| ---- | ----------------------------- | -------------------- |
| 1982 | Los pasajeros del jardín      | Rosita               |
| 1983 | El desquite                   | Nancy                |
| 1984 | Darse cuenta                  | Gladys               |
| 1985 | Esperando la Carroza          | Susana de Musicardi  |
| 1985 | Tacos altos                   | Porota               |
| 1986 | Correccional de mujeres       | Lucila Expósita      |
| 1987 | Sofía                         | Prostituta           |
| 1993 | De eso no se habla            | Sra. Zamudio         |
| 1998 | Corazon iluminado             | Mujer modesta        |
| 2004 | La niña santa                 | Madre de Josefina    |
| 2009 | Toda la gente sola            | Ana                  |
| 2009 | Esperando la carroza 2        | Susana de Musicardi  |
| 2010 | Miss Tacuarembó               | Mónica               |
| 2010 | Antes del estreno             | Patricia             |
| 2014 | Relatos Salvajes: Pasternack  | Profesora Leguizamon |
| 2016 | Postponed (cortometraje)      | Consuelo             |
| 2021 | Una tumba para tres           | Nelly                |
| 2021 | El cuento del tío             | Norma "Pocha" Ojer   |
| 2023 | La extorsión                  | Rita Tirabosco       |
| 2023 | Crónicas de una Santa Errante | Rita                 |

## Televisión
| Año       | Título                       | Personaje                                  |
| --------- | ---------------------------- | ------------------------------------------ |
| 1981      | Los especiales de ATC        |                                            |
| 1983      | Ha llegado una intrusa       | Inés Guzmán                                |
| 1984      | Historia de un trepador      | Laura                                      |
| 1985      | Mañana sera un dia mejor     | Zenaida                                    |
| 1987      | Cuatro Princesas             | Yolanda Bajos                              |
| 1988      | No va más la vida nos separa | Romina                                     |
| 1989      | Otras vidas                  | Alicia "Ep5: La vida de una empleada"      |
| 1990      | La pensión de la porota      | Rita                                       |
| 1991      | Atreverse                    | Varios                                     |
| 1992      | Sex a pilas                  | Margarita                                  |
| 1993      | De carencia y decencia       | Juana Godoy                                |
| 1993      | Casi todo, casi nada         | Lucha                                      |
| 1994      | La piñata                    | Susana                                     |
| 1994      | Nueve lunas                  | Marina                                     |
| 1996-1998 | Los especiales de Doria      | Varios                                     |
| 1998-1999 | Chiquititas                  | Martirio                                   |
| 2000      | Primicias                    | Matilde                                    |
| 2001      | Los médicos de hoy           | Estela                                     |
| 2002      | Kachorra                     | Madre de Juana                             |
| 2002      | Tumberos                     | Madre de Ernesto                           |
| 2002      | Contrafuego                  | Rosa                                       |
| 2003      | Los simuladores              | Beatriz Ledesma                            |
| 2004      | Culpable de este amor        | Olga Zamudio                               |
| 2005      | Mujeres asesinas             | Carolina "Ep12: Margarita, la maldita"     |
| 2005      | Mujeres asesinas             | Carmen "Ep18: Cándida, esposa improvisada" |
| 2005      | Numeral 15                   | Lidia "Ep4: Sin crédito"                   |
| 2006      | Mujeres asesinas 2           | Claudia "Ep13: Isabel, enfermera"          |
| 2006      | Se dice amor                 | Tita                                       |
| 2006      | Bendita vida                 | Mónica                                     |
| 2007      | Lalola                       | Adivina                                    |
| 2007      | La ley del amor              | Sonia                                      |
| 2008      | Aquí no hay quien viva       | Felisa "Ep36: El centenario"               |
| 2010      | Malparida                    | Olga Domisi                                |
| 2014      | La celebración               | Rosario "Ep9: Homenaje"                    |

## Teatro
- La Caja Mágica y las palabras perdidas.
- Ojos traidores.
- De cirujas, putas y suicidas.
- Chicas católicas.
- Narcisa Garay, mujer para llorar.
- Divas.
- La bolsa de agua caliente.
- Eleonora y el gangster.
- Pan de piedra.
- Raro bicho raro.
- El retrato del pibe.
- Ciudad en fuga.
- Fando y Lis.
- El magnífico cornudo.
- Capitán Veneno.
- El Knack.
- La jaula de las locas.
- 8 mujeres (2011).
- El camino de Alfredo Alcón (2016).
- Familia imputada (2016).
- Coqueluche (2023).